# Norman Freeman
Norman Douglas Freeman (Niagara Falls, 14 de noviembre de 1931-Stuart, 27 de diciembre de 2021) fue un deportista estadounidense que compitió en vela en la clase Laser. Ganó una medalla de plata en el Campeonato Mundial de Laser de 1974.

## Palmarés internacional
| Campeonato Mundial | Campeonato Mundial  | Campeonato Mundial | Campeonato Mundial |
| Año                | Lugar               | Medalla            | Clase              |
| ------------------ | ------------------- | ------------------ | ------------------ |
| 1974               | Hamilton (Bermudas) | Medalla de plata   | Laser              |